# Санчо IV (король Наварры)
Санчо IV Гарсе́с Пеньяле́нский (исп. Sancho IV Garcés el de Peñalén; убит 4 июня 1076) — король Наварры с 1054 года, сын короля Гарсии III и Эстефании де Фуа.

## Биография
Санчо был провозглашён королём в военном лагере близ Атапуэрки после гибели в битве Гарсии III. Ему было в то время четырнадцать лет. Некоторое время регентом Наварры была его мать, а после её смерти в 1058 году Санчо стал править самостоятельно. Сначала он заключил союз со своим дядей Рамиро Арагонским против правителя Сарагосы аль-Муктадира, победил его и обложил данью. В 1067 году Санчо II Кастильский напал на Наварру, надеясь вернуть земли, потерянные его отцом. Санчо Наваррский попросил помощи у двоюродного брата Санчо I Арагонского, поэтому конфликт вошёл в историю как «Война трёх Санчо». Победу в ней одержал Санчо Кастильский благодаря полководческому таланту своего военачальника, Сида Кампеадора. Наварра в результате этой войны потеряла Буребу, Альта-Риоху и Алаву.
В 1076 году Рамон Гарсес организовал заговор против брата, в результате которого Санчо был убит в Пеньялене. После гибели Санчо наступил династический кризис. Наваррцы избрали королём Санчо Арагонского, в то время как в Леоне и Кастилии признали королём изгнанника Гарсию Санчеса.
Останки Санчо IV покоятся в королевском пантеоне монастыря Санта-Мария-ла-Реаль в Нахере.